# Cladoraphis cyperoides
Cladoraphis cyperoides är en gräsart som först beskrevs av Carl Peter Thunberg, och fick sitt nu gällande namn av Sylvia Mabel Phillips. Cladoraphis cyperoides ingår i släktet Cladoraphis och familjen gräs. Inga underarter finns listade i Catalogue of Life.